# Лонг-Лейк (тауншип, округ Кроу-Уинг, Миннесота)
Лонг-Лейк (англ. Long Lake) — тауншип в округе Кроу-Уинг, Миннесота, США. На 2000 год его население составило 1025 человек.

## География
По данным Бюро переписи населения США площадь тауншипа составляет 94,3 км², из которых 88,5 км² занимает суша, а 5,8 км² — вода (6,15 %).

## Демография
По данным переписи населения 2000 года здесь находились 1025 человек, 395 домохозяйств и 314 семей.  Плотность населения —  11,6 чел./км².  На территории тауншипа расположено 546 построек со средней плотностью 6,2 построек на один квадратный километр. Расовый состав населения: 98,54 % белых, 0,59 % коренных американцев, 0,10 % — других рас США и 0,78 % приходится на две или более других рас. Испанцы или латиноамериканцы любой расы составляли 0,78 % от популяции тауншипа.
Из 395 домохозяйств в 33,2 % воспитывались дети до 18 лет, в 69,6 % проживали супружеские пары, в 4,8 % проживали незамужние женщины и в 20,3 % домохозяйств проживали несемейные люди. 16,5 % домохозяйств состояли из одного человека, при том 4,8 % из — одиноких пожилых людей старше 65 лет. Средний размер домохозяйства — 2,59, а семьи — 2,90 человека.
24,7 % населения — младше 18 лет, 7,4 % — в возрасте от 18 до 24 лет, 28,7 % — от 25 до 44, 24,2 % — от 45 до 64, и 15,0 % — старше 65 лет. Средний возраст — 39 лет. На каждые 100 женщин приходилось 107,1 мужчин.  На каждые 100 женщин старше 18 приходилось 109,8 мужчин.
Средний годовой доход домохозяйства составлял 44 297 долларов, а средний годовой доход семьи —  50 208 долларов. Средний доход мужчин —  35 313  долларов, в то время как у женщин — 23 750. Доход на душу населения составил 24 136 долларов. За чертой бедности находились 3,2 % семей и 4,0 % всего населения тауншипа, из которых 2,9 % младше 18 и 1,3 % старше 65 лет.